# Gryon meridianum
Gryon meridianum är en stekelart som först beskrevs av Alan Parkhurst Dodd 1914.  Gryon meridianum ingår i släktet Gryon och familjen Scelionidae. Inga underarter finns listade i Catalogue of Life.